# Vijfblad

Vijfblad (gestileerd).

Het vijfblad (Duits: Fünfblatt, Engels: cinquefoil, Frans: quintefeuille) is in de heraldiek een gewoon wapenfiguur en niet altijd ondubbelzinnig te herkennen. De wapenbeschrijving moet hier opheldering in brengen.

## Voorstelling
Het vijfblad wordt als een bloesem in bovenaanzicht met vijf concentrisch geschikte gestileerde eenvoudige bloemblaadjes om een middelpunt, als bloemknop aangeduid ("geknopt"), en voorgesteld. De wapenfiguur lijkt op een eenvoudig roos of een mispelbloesem en de verschillen zijn soms minimaal. De bladranden kunnen vele vormen hebben. Alle tincturen zijn gebruikelijk.
In een wapen of veld vindt men gewoonlijk 1 à 3 vijfbladen terug en de opstelling is zoals bij gelijksoortige figuren. Een groter aantal is mogelijk, maar vanaf 6 vijfbladen is grens van de overzichtelijkheid bereikt. Het vijfblad kan ook met een andere wapenfiguur in een schild staan.
Het vijfblad behoort tot de groep van bloesemvormige gewone wapenfiguren die begint met het drieblad en eindigt bij het achtblad.

## Voorbeelden van vijfbladen in de heraldiek

Een vijfblad in het wapen van Clichy-sous-Bois.
Twee vijfbladen in het wapen van Flavacourt.
Wapen van het Huis Arenberg met drie vijfbladen als mispelbloesems.
Hier "geknopt van zilver" in een Frans familiewapen.
Zes vijfbladen in het wapen van La Ferté-Saint-Aubin met andere wapenfiguren.
Wapen van Bertem met "in goud een vijfblad van keel geknopt van lazuur."
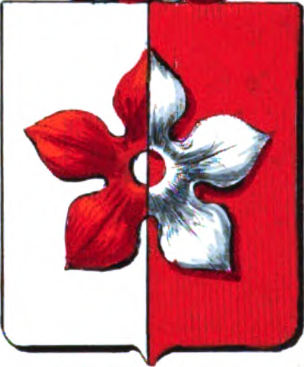
Wapen van de familie de Fierlant.